# Fornham St. Martin
Fornham St. Martin är en by och en civil parish i distriktet West Suffolk i Suffolk i England. Orten har 1 262 invånare (2001).